# Antonio Herrera Casado
Antonio Herrera Casado (Guadalajara, 1947) es un médico cirujano otorrinolaringólogo, escritor e historiador español. Es divulgador del arte y la historia de la provincia de Guadalajara, miembro correspondiente de la Real Academia de la Historia y el actual cronista provincial de Guadalajara.

## Biografía
Es licenciado en Medicina y doctor por la Universidad Complutense de Madrid, habiendo sido profesor de la Universidad de Alcalá. Su tesis doctoral versó sobre el nacimiento y desarrollo de la otorrinolaringología en España.
Sigue la tradición de autores como Francisco Layna Serrano o Manuel Serrano y Sanz y es el actual cronista provincial de Guadalajara, desde febrero de 1973.
A la vez que escritor, conferenciante y profesor en la Universidad de Alcalá, es el editor de Ediciones Aache, una editorial sobre temas relacionados con Guadalajara y demás lugares de la Castilla-La Mancha.
Su obra, ya sea en solitario o en colaboración con otros estudiosos, abarca desde el análisis histórico a la difusión del patrimonio. Es autor de guías de distintas poblaciones, como Sigüenza, Molina de Aragón, Guadalajara o Pastrana. Igualmente, es biógrafo de la princesa de Éboli. 
A lo largo de su carrera ha obtenido diferentes premios y reconocimientos, entre los que se encuentra el Premio Camilo José Cela de literatura de viajes en 1973, con su obra Viaje a los rayanos: por las fronteras de Guadalajara.[cita requerida] También ha colaborado en el periódico Nueva Alcarria.

## Obra
Su obra fundamental es Crónica y Guía de la provincia de Guadalajara (1983 y 1989), a través de la cual recorre todos los pueblos de la provincia de Guadalajara destacando la historia, patrimonio y costumbres de todos estos lugares.
En cuanto al resto de obras, es posible clasificar la obra de Herrera Casado en dos grandes grupos: investigación histórica y difusión del patrimonio.

### Investigación histórica
Dentro del primer grupo, además de su tesis sobre la historia de la otorrinolaringología en España, cabe citar:
- "La obra médica de Francisco Layna Serrano" en la Revista Wad-al-Hayara, n.º 16 (1989), pp. 323-336.
- "Don Juan Creus y Manso" en la Revista Wad-al-Hayara, n.º 5 (1978): pp. 305-306.
- Análisis histórico de la instituciones monásticas en Guadalajara: "Monasterios y Conventos en la provincia de Guadalajara (Notas para su historia)", 1974.
- Análisis biográfico del Virrey de México y Perú don Juan de Mendoza y Luna: "El gobierno americano del marqués de Montesclaros", 1990.
- Análisis cultural e iconográfico de elementos artísticos de Guadalajara: "La capilla de Luis de Lucena en Guadalajara (revisión y estudio iconográfico)" en la Revista Wad-al-Hayara, n.º 2 (1975), pp. 5-25.
- "Orfebrería antigua de Guadalajara (algunas notas para su estudio)en Wad-al-Hayara: Revista de estudios de Guadalajara, ISSN 0214-7092, N.º 4, 1977 , pp. 7-97.
- "El mensario románico de Beleña del Sorbe" en Revista Traza y Baza de la Universidad de Barcelona, n.º 5 (1974).
- "El programa teológico de la portada románica de Santa María del Rey en Atienza" en Archivo Español de Arte, n.º 252 (1990).
- "La muralla de Guadalajara" en la Revista Wad-al-Hayara, n.º 13 (1986), pp. 419-431.
- "Tapicerías en la Casa de Mendoza" (con F. Suárez de Arcos) en la Revista Wad-al-Hayara", n.º 14 (1987), pp. 385-395.
- "Iconografía de fray Pedro de Urraca" (con C. Ferrer Tévar) en la Revista Wad-al-Hayara, n.º 15 (1988), pp. 407-412.
- "Galerías porticadas románicas en Guadalajara Algunos hallazgos recientes)" en la Revista Wad-al-Hayara, n.º 15 (1988), pp. 413-418.
- "Heráldica mondejana" en la Revista Wad-al-Hayara, n.º 16 (1989), pp. 225-250.
- "La iglesia parroquial de Santo Domingo de Silos en Millana" en la Revista Wad-al-Hayara, n.º 17 (1990), pp. 357-366.
- "Los Comunes de Villa y Tierra en Guadalajara" en Imago Hispaniae, Actas del Simposio Internacional en homenaje a Manuel Criado de Val, Reipcherberger. Verlag Kassel (Alemania), 1989.
- "La Marca Media de Al-Andalus en tierras de Guadalajara" en la Revista Wad-al-Hayara, n.º 12 (1985), pp. 9-26.
- "Los Cronistas provinciales de Guadalajara (1885-1971)" en la Revista "Wad-al-Hayara", n.º 14 (1987), pp. 355-362.
- "El escudo heráldico de la Diputación Provincial de Guadalajara" en la Revista Wad-al-Hayara, n.º 16 (1989), pp. 143-162.
- "Nota de arquitectura popular: una taina de Alcorlo" en la Revista Wad-al-Hayara, n.º 4 (1977), pp. 269-271.
- "La cofradía de San Sebastián en Tartanedo" en la Revista Wad-al-Hayara, n.º 5 (1978), pp. 327-334.
- "La hermandad de la Vera Cruz de Valdenuño Fernández (estudio histórico-folclórico)" en la Revista Wad-al-Hayara, n.º 1 (1974), pp. 35-47.
- "Arte y Humanismo en Guadalajara", Aache Ediciones, 2013

### Divulgación del patrimonio
Al respecto, entre los libros publicados por Herrera Casado se encuentran:
- Sigüenza, una ciudad medieval, aache ed. 1991
- El palacio del Infantado en Guadalajara, aache ed. 1990
- El palacio de don Antonio de Mendoza en Guadalajara (con Antonio Ortiz), aache ed. 1997
- Guadalajara, una ciudad que despierta, aache ed. 1991
- La capilla de Luis de Lucena, aache ed. 1992
- Pastrana, una villa principesca, aache ed. 1992
- El desierto de Bolarque (con Ángel Luis Toledano), aache ed. 1999
- Cifuentes, una villa condal, aache ed. 1993
- Monasterios medievales de Guadalajara, aache ed., 1997
- El panteón de la duquesa de Sevillano en Guadalajara, aache ed. 1993
- El Románico de Guadalajara, aache ed., 1991 y 1994.
- Tendilla, arte e historia, aache ed. 1995
- Brihuega, la roca del Tajuña, aache ed., 1995
- La Romería del Alto Rey (con Ángel Luis Toledano), aache ed. 1990.
- Una iglesia antigua para una nueva parroquia: la iglesia de Alcorlo, Azuqueca, 1987.
- Monumentos de Guadalajara, El Decano ed., 1993.
- Guadalajara, ciudades mágicas, (con Alfredo Villaverde), Word ed., 1996
- Guadalajara pueblo a pueblo (3 tomos) con J. Serrano Belinchón, 1996/99
- Guía de campo de los castillos de Guadalajara, 2000
- Molina de Aragón, veinte siglos de historia, 2000
- Castillos y Fortalezas de Castilla-La Mancha, 2002
- Palacios y Casonas de Castilla-La Mancha, 2004
- Plazas Mayores y Ayuntamientos de Castilla-La Mancha, 2004
- Monasterios y Conventos de Castilla-La Mancha, 2005
- Museos de Castilla-La Mancha, 2006
- Molina de Aragón y su Señorío, 2007
- Sigüenza, 2008
- La Campiña del Henares, 2008
- La comarca de Zorita, 2008
- Pastrana, paso a paso (2009)
- El Señorío de Molina, paso a paso (2010), con Luis Monje Arenas.
- El convento carmelita de Budia (2010)
- Cuaderno de Viaje por la provincia de Guadalajara (2011)
- La ruta del Arcipreste y otros viajes extraordinarios (2011)

### Otras obras de Antonio Herrera Casado
- Historia de El Casar (1991)
- Historia de Almonacid de Zorita (1990)
- Heráldica seguntina (1991)
- Heráldica de Hita (1992)
- Heráldica Municipal de la provincia de Guadalajara (1989)
- Heráldica Municipal de Guadalajara (2001) 2ª edición, aumentada.
- Historia de la ciudad de Guadalajara (1992)
- La huella viva del Cardenal Mendoza (1995)
- El marqués de Santillana (marco, ruta y significados vitales) (1998)
- El desierto de Bolarque
- El románico de Guadalajara
- Monasterios Medievales de Guadalajara
- Mondéjar, cuna del Renacimiento
- Illana y su entorno
- Guadalajara entera
- La Princesa de Éboli
- Guadalajara, puerta de Madrid (Colección Guadamadrid, 2001)
- Historia de El Casar y Mesones (2003)
- Historia de Sacedón (2003)
- Peñalver, memoria y saber (2006)
- Museos de Castilla-La Mancha (2006)
- El Renacimiento en Guadalajara (2006)
- Viaje a los Rayanos. Por las fronteras de Guadalajara (2007)
- Molina de Aragón y su Señorío (2007)
- Sigüenza (2008)
- La Campiña del Henares (2008)
- Historia de la Otorrinolaringología española (2009)
- Castillos y fortalezas de la Comunidad de Madrid (2009)
- Pastrana, paso a paso (2009)
- La ruta del Arcipreste de Hita y otros viajes extraordinarios(2011)
- La Sierra Norte de Guadalajara paso a paso (2012)